# Christian Ingebrigtsen

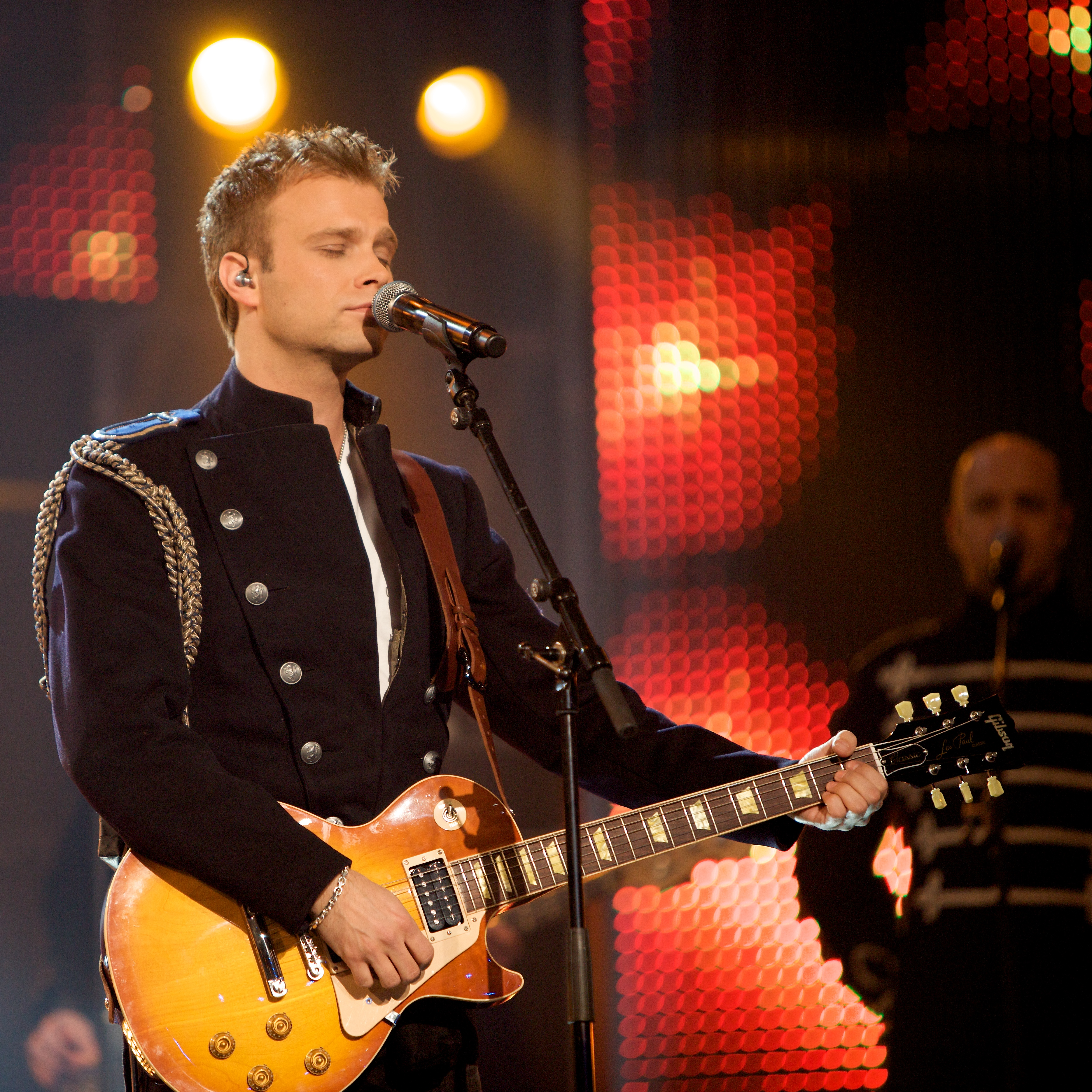
Christian Ingebrigtsen, 2010

Christian Ingebrigtsen (* 25. Januar 1977 in Oslo) ist ein norwegischer Sänger und Songwriter. Bekanntheit erlangte er als Mitglied der Boygroup A1.

## Leben
Christian Ingebrigtsen kam als Sohn des Sängers Stein Ingebrigtsen zur Welt. Er wuchs in Siggerud auf und besuchte die Musiklinie der weiterführenden Schule in Ski. Nach seiner Schulzeit begann er Musik am Liverpool Institute for Performing Arts (LIPA) zu studieren.

### 1999 bis 2002: A1
Während seiner Zeit an der britischen Universität erhielt er das Angebot, Mitglied einer Boygroup zu werden. Es entstand die Band A1, in der er gemeinsam mit den Briten Mark Read, Paul Marazzi und Ben Adams sang. Ingebrigtsen feierte mit der Band größere Erfolge. So konnten sie sich unter anderem mehrfach auf dem ersten Platz der britischen und norwegischen Musikcharts platzieren. Bei den BRIT Awards 2001 konnte die Gruppe in der Kategorie „British Breakthrough Act“ gewinnen. Im Oktober 2002 trennte sich die Band nach drei Jahren.

### 2003 bis 2009: Beginn der Solokarriere
Nach der Auflösung der Band startete Ingebrigtsen eine Solokarriere. Gemeinsam mit Maria Arredondo veröffentlichte er im Februar 2003 das Duett In Love with an Angel, das er selbst geschrieben hatte. Es folgten weitere Lieder, mit denen er sich in den norwegischen Musikcharts platzieren konnte. Sein Solo-Debütalbum war Take Back Yesterday, das Ende 2003 herauskam. Im Dezember 2006 gab er das Weihnachtsalbum Paint Christmas White heraus. Das Album The Truth About Lies folgte im Jahr darauf. Im Jahr 2009 gab Ingebrigtsen sein Musicaldebüt in einer Aufführung von Les Misérables. Ende 2009 hatten Ben Adams, Mark Read und Ingebrigtsen ein Comeback als Band A1.

### Seit 2010: A1-Comeback und Songwriting
Im November 2009 wurde A1 als Teilnehmer am Melodi Grand Prix 2010, dem norwegischen Vorentscheid für den Eurovision Song Contest, vorgestellt. Dort sangen sie das selbstgeschriebene Lied Don’t Want to Lose You Again. Sie belegten schließlich im Finale im Februar 2010 den zweiten Platz hinter Didrik Solli-Tangen. Ingebrigtsen schrieb am Song Somewhere beautiful mit, mit dem die Sängerin Nora Foss Al-Jabri den zweiten Platz im Melodi Grand Prix 2012 erreichte.
Ingebrigtsen wirkte an der 2013 ausgestrahlten Staffel der Realityserie 71° Nord mit. Gemeinsam mit unter anderen Silya Nymoen schrieb er das Lied Perfect Villain. Dieses wurde beim finnischen Eurovision-Vorentscheid Uuden Musiikin Kilpailu 2017 von Catharina Zühlke vorgetragen und erreichte dort den zweiten Platz. Im Jahr 2018 war Ingebrigtsen an einem erneuten Comeback beteiligt, bei dem neben Adams und Read nun auch Paul Marazzi mitwirkte.
Mit Kjetil Mørland und Ulrikke Brandstorp war er am Songwriting-Prozess für das Lied Attention beteiligt. Mit dem Lied konnte Brandstorp den Melodi Grand Prix 2020 gewinnen und hätte damit Norwegen beim Eurovision Song Contest 2020 vertreten sollen. Der Wettbewerb wurde jedoch schließlich wegen der COVID-19-Pandemie abgesagt. Beim Melodi Grand Prix 2021 trat Rein Alexander mit dem von Ingebrigtsen mitgeschriebenen Lied Eyes Wide Open an. Mit Vinger gab Ingebrigtsen 2021 sein erstes norwegischsprachiges Album heraus. Im Januar 2022 wurde er mit dem Lied Wonder of the World als ein automatisch für das Finale qualifizierter Teilnehmer am Melodi Grand Prix 2022 vorgestellt. Dort konnte sich Ingebrigtsen nicht unter den besten vier Beiträgen platzieren. Im Jahr darauf war er als Songwriter am Lied Turn Off My Heart beteiligt, mit dem der Sänger Bjørn Olav Edvardsen am Melodi Grand Prix 2023 antrat.

## Diskografie

### Alben
| Jahr | Titel                                            | Höchstplatzierung, Gesamtwochen, AuszeichnungChartsChartplatzierungen (Jahr, Titel, Platzierungen, Wochen, Auszeichnungen, Anmerkungen) | Anmerkungen |
| Jahr | Titel                                            | NO | Anmerkungen |
| ---- | ------------------------------------------------ | --- | ----------- |
| 2004 | Take Back Yesterday                              | NO2 (13 Wo.)NO |             |
| 2006 | Paint Christmas White (Frelsesarmeens Juleplate) | NO22 (4 Wo.)NO |             |
| 2007 | The Truth About Lies                             | NO22 (2 Wo.)NO |             |

Weitere Alben
- 2017: Got to Be
- 2021: Vinger

### Singles
| Jahr | Titel Album               | Höchstplatzierung, Gesamtwochen, AuszeichnungChartsChartplatzierungen (Jahr, Titel, Album, Platzierungen, Wochen, Auszeichnungen, Anmerkungen) | Anmerkungen                                  |
| Jahr | Titel Album               | NO | Anmerkungen                                  |
| ---- | ------------------------- | --- | -------------------------------------------- |
| 2003 | In Love with an Angel –   | NO1 (14 Wo.)NO | Maria Arredondo feat. Christian Ingebrigtsen |
| 2003 | Things Are Gonna Change – | NO1 (9 Wo.)NO |                                              |
| 2004 | Can’t Give Up –           | NO18 (1 Wo.)NO |                                              |